# Cypripedium calcicola
Cypripedium calcicola — вид многолетних травянистых растений рода Башмачок (Cypripedium), семейства орхидных (Orchidaceae).
Изредка выращивается в качестве декоративного садового растения.
Китайское название: 褐花杓兰 (he hua shao lan).

## Ботаническое описание
Растения прямостоячие, 15—45 см высотой, стебли голые.
Корневище толстое, довольно короткое.
Листья в числе 3—4. Листовые пластинки от эллиптические, 5—16,5 × 4—5,5 см, почти голые, мелко реснитчатые, на конце заострённые.
Соцветия верхушечные. Цветки одиночные, тёмно-фиолетовые. Прицветники листовидные, яйцевидно-ланцетные, 9,5 × 2—2,5 см. Цветоножки и завязи 3—3,5 см, слегка волосистые. Губа с полупрозрачным «окном» на внутренней части, глубоко сумчатая, эллиптическая, 3,5—4,2 × 2,5—2,8 см, внутренняя нижняя часть покрыта волосками.
Спинные чашелистики эллиптически-яйцевидные, 3,5—5 × 1,9—2,2 см, на вершине заострённые.
Синсепалумы эллиптические-ланцетные, 3,2—4.2 × 1,5—2 см, на верхушке неглубоко 2-лопастные.
Лепестки яйцевидно-ланцетные, 4,4—5.2 × 0,8—0,9 см, с очень заметными жилками, на вершине заострённые.
Стаминодий 1,3—1,5 × около 1 см.
Цветение: июнь—июль.
Cypripedium tibeticum как правило, имеет более голубовато-зелёные листья, которые относительно равномерно распределены по побегу, в то время как Cyp. calcicola имеет желтовато-зелёные листья, которые обычно расположены на более коротком участке побега. Оба вида могут не иметь опушения на верхней части стеблей стеблей, а могут быть более или менее опушённые.
В западной части Китая среди опылителей отмечены шмели: Bombus lepidus, Bombus lucorum и Bombus hypnorum. Предполагается, что шмелей привлекает слабый сладкий фруктовый аромат (этилацетат) и отверстие губы, имитирующее вход в гнездо. Отмечено, что матки являются более эффективными опылителями, чем рабочие. 
Учитывая, что цветы Cypripedium flavum опыляются рабочими шмелями, а Cypripedium smithii и Cypripedium tibeticum матками, исследователи предполагают, что приспособление к опылению насекомыми с определёнными размерами тела является основой репродуктивной изоляции между Cypripedium tibeticum и Cypripedium flavum и увеличивает вероятность естественной межвидовой гибридизации Cypripedium tibeticum с Cypripedium smithii.

## Ареал
Китай. Западная Сычуань, Северо-Западная Юньнань.

## Местообитание
Леса, поля, кустарниковые заросли, на травянистых склонах и каменистых местах. На высотах от 2600 до 3900 метров над уровнем моря.
Может встречаться вместе с Cypripedium flavum, Cypripedium tibeticum и Cypripedium bardolphianum.

## В культуре
Сложный и редкий в культуре вид.
Местоположение: полутень (в полуденное время), утром и вечером солнце.
Почвенная смесь: гумус, песок, перлит (пемза) в соотношении 1:1:1. Почвенная смесь должна быть рыхлой. Растениям должен быть обеспечен хороший дренаж (20—30 см гравия или керамзита), поскольку корни Cyp. calcicola чувствительны к заболачиванию и подтоплению в зимне-весенний период. Глубина посадочной ямки, наполненной почвенной смесью, — около 25 см.
В Германии цветёт в мае—июне.
Зоны морозостойкости: 3—5. В условиях Москвы и Тверской области (Андреапольский район) хорошо разрастается но пока ни разу не цвёл.

## Грексы созданные с участиемCypripedium calcicola
По данным The International Orchid Register, на январь 2013 года.
- Bea Pinkepank =(Cypripedium calcicola × Cypripedium reginae) H.Pinkepank 2010
- Adelheid =(Cypripedium Sabine × Cypripedium calcicola) K.D.Schmidt 2011
- Joseph Henry =(Cypripedium parviflorum × Cypripedium calcicola) P.Corkhill 2005
- Julie Ann =(Cypripedium kentuckiense × Cypripedium calcicola) P.Keisling 2004
- Werner F. =(Cypripedium macranthos × Cypripedium calcicola) von Rad 2011

## Классификация

### Таксономия
Вид Cypripedium calcicola входит в род Башмачок (Cypripedium) семейства Орхидные (Orchidaceae) порядка Спаржецветные (Asparagales).
|  |                                      |  |                                                             |                                                             |                    |  | ещё 24 семейства (согласно Системе APG II) | ещё 24 семейства (согласно Системе APG II) |                           |  |  |  | ещё около 45 видов |
|  |                                      |  |                                                             |                                                             |                    |  | ещё 24 семейства (согласно Системе APG II) | ещё 24 семейства (согласно Системе APG II) |                           |  |  |  | ещё около 45 видов |
|  |                                      |  |                                                             | порядок Спаржецветные                                       |                    |  |                                            |                                            | род Башмачок              |  |  |  |                    |
|  |                                      |  |                                                             | порядок Спаржецветные                                       |                    |  |                                            |                                            | род Башмачок              |  |  |  |                    |
|  | отдел Цветковые, или Покрытосеменные |  |                                                             |                                                             | семейство Орхидные |  |                                            |                                            | вид Cypripedium calcicola |  |  |  |                    |
|  | отдел Цветковые, или Покрытосеменные |  |                                                             |                                                             | семейство Орхидные |  |                                            |                                            |                           |  |  |  |                    |
|  |                                      |  | ещё 44 порядка цветковых растений (согласно Системе APG II) | ещё 44 порядка цветковых растений (согласно Системе APG II) |                    |  |                                            | ещё около 880 родов                        | ещё около 880 родов       |  |  |  |                    |
|  |                                      |  |                                                             | ещё 44 порядка цветковых растений (согласно Системе APG II) |                    |  |                                            |                                            | ещё около 880 родов       |  |  |  |                    |